# Giải thưởng Bùi Xuân Phái – Vì tình yêu Hà Nội
Giải thưởng Bùi Xuân Phái – Vì tình yêu Hà Nội là giải thưởng thường niên được trao cho những tác giả, tác phẩm, ý tưởng và việc làm có hàm lượng nghệ thuật và khoa học cao, gắn bó với các mặt của đời sống Hà Nội. Các tác phẩm, ý tưởng, việc làm này được công bố hoặc được dư luận biết đến trong thời gian xét giải, từ khoảng tháng 8 năm trước đến tháng 8 năm xét giải.

## Lịch sử
Tháng 8 năm 2008, nhân kỷ niệm 20 năm ngày mất của danh họa Bùi Xuân Phái, Giải thưởng Bùi Xuân Phái – Vì tình yêu Hà Nội là sáng kiến của báo Thể thao & Văn hóa và gia đình cố họa sĩ nhằm tìm tòi, phát hiện và tôn vinh những tác giả, tác phẩm, việc làm, ý tưởng có hàm lượng nghệ thuật và khoa học cao, gắn bó với các mặt của đời sống Hà Nội và thấm đượm một tình yêu Hà Nội.

## Quy chế
Giải thưởng Bùi Xuân Phái – Vì tình yêu Hà Nội có bốn hạng mục đề cử:
- Đề cử Giải thưởng Lớn – Vì tình yêu Hà Nội dành cho người có những cống hiến suốt đời cho Hà Nội bằng các tác phẩm, ý tưởng, việc làm xuất sắc, bằng sự gắn bó máu thịt với Hà Nội trong cả cuộc đời và sự nghiệp của mình. Mỗi năm, chỉ có duy nhất một đề cử Giải thưởng Lớn – Vì tình yêu Hà Nội được công bố để trao giải.
- Đề cử Giải Tác phẩm – Vì tình yêu Hà Nội được trao cho tác phẩm xuất sắc nhất trong danh sách đề cử chính thức có giá trị nội dung, nghệ thuật cao, hoặc có giá trị tư liệu quý giá. Danh sách đề cử chính thức hàng năm bao gồm các tác phẩm, công trình phản ánh các vẻ đẹp của Hà Nội hoặc được thực hiện tại Hà Nội với mục đích tôn vinh, làm đẹp cho thủ đô; có giá trị nội dung và nghệ thuật cao; có tác động xã hội rộng rãi, được công chúng ủng hộ; thể hiện tình yêu Hà Nội của những người thực hiện. Mỗi năm Hội đồng giám khảo sẽ chọn khoảng ba đề cử Giải Tác phẩm – Vì tình yêu Hà Nội.
- Đề cử Giải Ý tưởng – Vì tình yêu Hà Nội được trao cho ý tưởng, đề xuất, dự án xuất sắc nhất trong danh sách đề cử chính thức có ý nghĩa tích cực đối với Hà Nội, có tính khả thi cao. Danh sách đề cử chính thức hàng năm bao gồm các đề xuất, ý tưởng, dự án độc đáo, có tính khả thi với mục đích tôn vinh, làm đẹp cho thủ đô; có tác động xã hội rộng rãi, được công chúng ủng hộ; thể hiện tình yêu Hà Nội của những người thực hiện. Mỗi năm Hội đồng giám khảo sẽ chọn khoảng ba đề cử Giải Ý tưởng – Vì tình yêu Hà Nội.
- Đề cử Giải Việc làm – Vì tình yêu Hà Nội: được trao cho hoạt động, việc làm hoặc quyết định có ý nghĩa sâu sắc nhất trong danh sách đề cử chính thức góp phần rất tích cực vào việc bảo vệ, tôn vinh các giá trị của Hà Nội và được dư luận hưởng ứng, hoan nghênh. Danh sách đề cử chính thức hàng năm bao gồm các hoạt động, việc làm hoặc những quyết định góp phần bảo vệ, tôn vinh các giá trị của Hà Nội được dư luận hưởng ứng, hoan nghênh. Mỗi năm Hội đồng giám khảo sẽ chọn khoảng ba đề cử Giải Việc làm – Vì tình yêu Hà Nội.

Hội đồng giám khảo của Giải thưởng Bùi Xuân Phái – Vì tình yêu Hà Nội gồm sáu người gồm các nhà chuyên môn trong các lĩnh vực lịch sử, văn hóa, nghệ thuật, truyền thông. Chủ tịch Hội đồng giám khảo sẽ được bầu luân phiên mỗi năm. Các cá nhân, tổ chức trong và ngoài nước có các tác phẩm, ý tưởng, việc làm có giá trị tôn vinh Hà Nội, đáp ứng các tiêu chí trên đều có thể gửi hồ sơ đề cử Giải thưởng; ngoài ra, Ban sơ khảo thuộc Ban tổ chức Giải thưởng cũng sẽ theo dõi, phát hiện, thu thập, tập hợp các tác phẩm, ý tưởng, việc làm phù hợp với tiêu chí của giải để lập hồ sơ đề cử.

## Giải thưởng
Danh sách các tác giả, tác phẩm, ý tưởng và việc làm đạt Giải thưởng Bùi Xuân Phái – Vì tình yêu Hà Nội qua các năm.
| Năm  | Hạng mục | Hạng mục | Hạng mục | Hạng mục |
| Năm  | Giải thưởng Lớn | Giải Tác phẩm | Giải Ý tưởng | Giải Việc làm |
| ---- | --- | --- | --- | --- |
| 2008 | - Bộ tiểu thuyết lịch sử 4 tập về triều Trần: Bão táp cung đình, Thăng Long nổi giận, Huyền Trân công chúa và Vương triều sụp đổ của nhà văn Hoàng Quốc Hải. - Dự án chỉnh trị lòng sông Hồng đoạn qua Hà Nội và Thành phố Sông Hồng, của họa sĩ Văn Thơ - Dự án Con đường Gốm sứ của nghệ sĩ Nguyễn Thu Thủy và cộng sự. - Vở cải lương Cung phi Điểm Bích của Nhà hát Cải lương Việt Nam. - Phác thảo bức tranh khổng lồ "Hà Nội chiến lũy và hoa " của họa sĩ Doãn Sơn | - Bộ tiểu thuyết lịch sử 4 tập về triều Trần: Bão táp cung đình, Thăng Long nổi giận, Huyền Trân công chúa và Vương triều sụp đổ của nhà văn Hoàng Quốc Hải. - Dự án chỉnh trị lòng sông Hồng đoạn qua Hà Nội và Thành phố Sông Hồng, của họa sĩ Văn Thơ - Dự án Con đường Gốm sứ của nghệ sĩ Nguyễn Thu Thủy và cộng sự. - Vở cải lương Cung phi Điểm Bích của Nhà hát Cải lương Việt Nam. - Phác thảo bức tranh khổng lồ "Hà Nội chiến lũy và hoa " của họa sĩ Doãn Sơn | - Bộ tiểu thuyết lịch sử 4 tập về triều Trần: Bão táp cung đình, Thăng Long nổi giận, Huyền Trân công chúa và Vương triều sụp đổ của nhà văn Hoàng Quốc Hải. - Dự án chỉnh trị lòng sông Hồng đoạn qua Hà Nội và Thành phố Sông Hồng, của họa sĩ Văn Thơ - Dự án Con đường Gốm sứ của nghệ sĩ Nguyễn Thu Thủy và cộng sự. - Vở cải lương Cung phi Điểm Bích của Nhà hát Cải lương Việt Nam. - Phác thảo bức tranh khổng lồ "Hà Nội chiến lũy và hoa " của họa sĩ Doãn Sơn | - Bộ tiểu thuyết lịch sử 4 tập về triều Trần: Bão táp cung đình, Thăng Long nổi giận, Huyền Trân công chúa và Vương triều sụp đổ của nhà văn Hoàng Quốc Hải. - Dự án chỉnh trị lòng sông Hồng đoạn qua Hà Nội và Thành phố Sông Hồng, của họa sĩ Văn Thơ - Dự án Con đường Gốm sứ của nghệ sĩ Nguyễn Thu Thủy và cộng sự. - Vở cải lương Cung phi Điểm Bích của Nhà hát Cải lương Việt Nam. - Phác thảo bức tranh khổng lồ "Hà Nội chiến lũy và hoa " của họa sĩ Doãn Sơn |
| 2009 | Nguyễn Vinh Phúc | 10 kịch bản về Thăng Long thuộc nhiều thể loại: tuồng, chèo, cải lương Phạm Văn Quý | Dự án Phục dựng phố cổ Hà Nội bằng kỹ thuật 3D và Tái hiện Di sản kiến trúc Pháp tại Hà Nội bằng công nghệ 3D 3D Hà Nội & Ashui.com | Việc chuyển khu đất ở số 2 đường Hai Bà Trưng thành Vườn hoa 19/8 UBND thành phố Hà Nội |
| 2010 | Tô Hoài | Ngàn năm Thăng Long – Nổi trống Lạc Hồng Nguyễn Cường | Đồ án Cung đường Hòa bình Nhóm kiến trúc sư Hoàng Thúc Hào | Việc minh chứng những giá trị lớn của Khu di tích Trung tâm Hoàng thành Thăng Long Nhóm chuyên gia |
| 2011 | Phan Huy Lê | Hóa thạch sống Vương Văn Thạo | Ý tưởng tổ chức và các đồ án xuất sắc trong Cuộc thi thiết kế "Công viên Thống Nhất cho tất cả mọi người" | Việc chăm sóc, cứu chữa rùa Hồ Gươm Tập thể các nhà khoa học và quản lý |
| 2012 | Văn Vượng | Đi ngang Hà Nội và Đi dọc Hà Nội Nguyễn Ngọc Tiến | Ý tưởng Phục dựng Lễ hội đèn Quảng Chiếu ở Hoàng thành Thăng Long | Việc sưu tập các ảnh tư liệu quý giá về Thành cổ Hà Nội Olivier Tessier |
| 2013 | Quang Phùng | Bộ ảnh Hà Nội những năm 80 của thế kỷ XX John Ramsden | Đề án Xây dựng Bộ Quy tắc Ứng xử nhằm xây dựng người Hà Nội thanh lịch, văn minh Nhóm soạn thảo đề án | Công trình tìm kiếm các bằng chứng lịch sử, tổ chức vinh danh các liệt sĩ Hà Nội hy sinh tại Chư Tan Kra (Kon Tum) và Công trình sưu tầm các cổ vật và xây bảo tàng gốm cổ cho làng Kim Lan (Gia Lâm, Hà Nội) |
| 2014 | Vũ Tuân Sán | Song xưa phố cũ Trần Hậu Yên Thế | Dự án Hanoi Fly – Hà Nội, những góc nhìn từ không trung Ashui.com & Hanoi Lovers | Việc sưu tầm và tổ chức triển lãm Sắc màu Hà Nội 1914 – 1917 và sau đó in thành sách Nhóm tác giả |
| 2014 | Vũ Tuân Sán | Hà Nội một chốn rong chơi Martin Rama | Dự án Hanoi Fly – Hà Nội, những góc nhìn từ không trung Ashui.com & Hanoi Lovers | Việc sưu tầm và tổ chức triển lãm Sắc màu Hà Nội 1914 – 1917 và sau đó in thành sách Nhóm tác giả |
| 2015 | Giang Quân | Hà Nội Capital Michael Waibel | Đề án nghiên cứu phục dựng không gian Điện Kính Thiên tại Trung tâm Hoàng Thành Thăng Long Trung tâm Bảo tồn Di sản Thăng Long – Hà Nội | Việc Thành lập Trung tâm Hà Nội học và Phát triển thủ đô Đại học Quốc gia Hà Nội & UBND thành phố Hà Nội |
| 2015 | Giang Quân | A đây rồi Hà Nội bảy món và Cậu ấm Trần Chiến | Đề án nghiên cứu phục dựng không gian Điện Kính Thiên tại Trung tâm Hoàng Thành Thăng Long Trung tâm Bảo tồn Di sản Thăng Long – Hà Nội | Việc Thành lập Trung tâm Hà Nội học và Phát triển thủ đô Đại học Quốc gia Hà Nội & UBND thành phố Hà Nội |
| 2016 | Lê Vượng | "Hà Nội" La Grande Sophie | Chủ trương phát triển không gian xanh với chương trình 1 triệu cây xanh và kế hoạch trong 5 năm tới xây 25 công viên với 5 công viên đạt tiêu chuẩn quốc tế Thành phố Hà Nội | Những đóng góp tích cực cho việc bảo vệ môi trường Hà Nội James Joseph Kendall & Keep Hanoi Clean |
| 2016 | Lê Vượng | Tranh dân gian Hàng Trống – Hà Nội Phan Ngọc Khuê | Chủ trương phát triển không gian xanh với chương trình 1 triệu cây xanh và kế hoạch trong 5 năm tới xây 25 công viên với 5 công viên đạt tiêu chuẩn quốc tế Thành phố Hà Nội | Những đóng góp tích cực cho việc bảo vệ môi trường Hà Nội James Joseph Kendall & Keep Hanoi Clean |
| 2017 | Hữu Ngọc | Thú lang thang người Hà Nội và Thú ăn chơi người Hà Nội Băng Sơn | Đề án "Tăng cường quản lý phương tiện giao thông đường bộ nhằm giảm ùn tắc giao thông và ô nhiễm môi trường trên địa bàn Hà Nội, giai đoạn 2017 – 2020 tầm nhìn 2030" Sở Giao thông Vận tải Hà Nội | Việc xây dựng Phố đi bộ khu vực Hồ Gươm Thành phố Hà Nội |
| 2017 | Hữu Ngọc | Hà Nội dấu yêu Nguyễn Hữu Bảo | Đề án "Tăng cường quản lý phương tiện giao thông đường bộ nhằm giảm ùn tắc giao thông và ô nhiễm môi trường trên địa bàn Hà Nội, giai đoạn 2017 – 2020 tầm nhìn 2030" Sở Giao thông Vận tải Hà Nội | Việc xóa quảng cáo rao vặt và làm sạch các con ngõ Hà Nội Paul George Harding |
| 2018 | Nguyễn Bá Đạm | Ta còn em Phan Vũ | Đề xuất bảo tồn và phát huy di chỉ Vườn Chuối Nguyễn Văn Huy và các nhà khoa học | Việc xây dựng "phố bích họa" Phùng Hưng UBND quận Hoàn Kiếm, Korea Foundation & UN-Habitat |
| 2018 | Nguyễn Bá Đạm | Mon Hanoi Jean Noel Poirier | Đề xuất bảo tồn và phát huy di chỉ Vườn Chuối Nguyễn Văn Huy và các nhà khoa học | Việc hiến tặng cho Hà Nội hai mỏ neo cổ nhiều giá trị Quách Văn Địch |
| 2019 | Nguyễn Thừa Hỷ | Một thời Hà Nội hát – Tim cũng không ngờ làm nên lời ca Nguyễn Trương Quý | Các đề xuất, dự án thể hiện quyết tâm làm "hồi sinh" sông Tô Lịch Các cơ quan, đơn vị hữu quan & cộng đồng người dân Hà Nội | Các hoạt động có sức truyền cảm hứng mạnh mẽ trong cộng đồng, nhằm khám phá, sáng tác và lưu giữ vẻ đẹp Hà Nội bằng tranh Nhóm Ký họa đô thị Hà Nội |
| 2019 | Nguyễn Thừa Hỷ | Một thời Hà Nội hát – Tim cũng không ngờ làm nên lời ca Nguyễn Trương Quý | Việc xây dựng đường đua F1 Hà Nội và đăng cai tổ chức chặng đua Formula 1 Vietnam vào 4 năm 2020 UBND TP Hà Nội & Công ty Việt Nam Grand Prix | Các hoạt động có sức truyền cảm hứng mạnh mẽ trong cộng đồng, nhằm khám phá, sáng tác và lưu giữ vẻ đẹp Hà Nội bằng tranh Nhóm Ký họa đô thị Hà Nội |
| 2020 | Phú Quang | Phố Nhà Thờ Marko Nikolic | Ý tưởng thiết kế, xây dựng cột mốc Km0 tại Hồ Gươm Chính quyền quận Hoàn Kiếm, Hội Kiến trúc sư Việt Nam, Hội Mỹ thuật Việt Nam & các nghệ sĩ | Dự án nghệ thuật công cộng Phúc Tân Chính quyền quận Hoàn Kiếm, Hội Kiến trúc sư Hà Nội & nhóm nghệ sĩ |
| 2020 | Phú Quang | Phố Nhà Thờ Marko Nikolic | Ý tưởng thiết kế, xây dựng cột mốc Km0 tại Hồ Gươm Chính quyền quận Hoàn Kiếm, Hội Kiến trúc sư Việt Nam, Hội Mỹ thuật Việt Nam & các nghệ sĩ | Việc dâng tặng lại sắc phong cho các đình, đền ở Hà Nội cùng một số tỉnh thành Nhóm Nhân sĩ Hà Đông |
| 2021 | Hồng Đăng | Hà Nội 1967 – 1975 Thomas Billhardt | Đồ án Quy hoạch phân khu đô thị sông Hồng Viện Quy hoạch xây dựng Hà Nội | Chiến dịch tiêm vaccine tại Hà Nội đạt đúng tiến độ cùng với những nỗ lực của lực lượng phòng chống dịch Covid-19 đã giúp Thủ đô vững vàng trong đại dịch |
| 2021 | Hồng Đăng | Hà Nội 1967 – 1975 Thomas Billhardt | Đề xuất Xây dựng hầm ngầm chống ngập kết hợp cao tốc ngầm và cải tạo sông Tô Lịch thành công viên Lịch sử – Văn hóa – Tâm linh JVE Group & đối tác Nhật Bản | Chiến dịch tiêm vaccine tại Hà Nội đạt đúng tiến độ cùng với những nỗ lực của lực lượng phòng chống dịch Covid-19 đã giúp Thủ đô vững vàng trong đại dịch |
| 2022 | Trần Văn Thủy | Tranh dân gian Kim Hoàng Nguyễn Thị Thu Hòa | Dự án "Bảo tồn, sửa chữa, chống xuống cấp nhà biệt thự 49 Trần Hưng Đạo - 46 Hàng Bài" Ban Quản lý Hồ Hoàn Kiếm và phố cổ Hà Nội làm chủ đầu tư, với sự hỗ trợ kỹ thuật của các chuyên gia vùng Ile-de-France (Pháp). | Việc "Nghiên cứu biến bãi bồi, bãi giữa sông Hồng thành công viên văn hóa, du lịch của Hà Nội" Ủy ban nhân dân quận Hoàn Kiếm khởi xướng và phối hợp thực hiện |
| 2023 | Đặng Nhật Minh | Sách Phố Hàng Bột, chuyện 'tầm phào' mà nhớ Bùi Công Thiết | Triển lãm ảnh Hanoi Streets 1985-2015: In the Years of Forgetting" (Hà Nội 1985 - 2015: Những năm tháng bị lãng quên) William E. Crawford và Không gian nghệ thuật Manzi, Phòng tranh Art Vietnam | Chủ trương và các bước chuẩn bị tích cực của Thành phố Hà Nội, Trường Đại học Thủ đô Hà Nội cùng các đơn vị liên quan nhằm đưa "Hà Nội học" thành một môn học trong giáo dục phổ thông tại Hà Nội. |
| 2023 | Đặng Nhật Minh | Sách Phố Hàng Bột, chuyện 'tầm phào' mà nhớ Bùi Công Thiết | Festival "Thu Hà Nội-Đến để yêu" do Trung tâm Xúc tiến Đầu tư, Thương mại và Du lịch thành phố Hà Nội (Ủy ban Nhân dân Hà Nội) tổ chức | Chủ trương và các bước chuẩn bị tích cực của Thành phố Hà Nội, Trường Đại học Thủ đô Hà Nội cùng các đơn vị liên quan nhằm đưa "Hà Nội học" thành một môn học trong giáo dục phổ thông tại Hà Nội. |
| 2024 | Hoàng Đạo Kính | Sách Hà Nội thời cận đại - từ nhượng địa đến thành phố (1873-1945) Đào Thị Diến | Đồ án cải tạo, chỉnh trang không gian, cảnh quan xung quanh hồ Thiền Quang và phụ cận UBND quận Hai Bà Trưng, Hà Nội | Video âm nhạc Going home Kenny G, Báo Nhân Dân, IB Group Việt Nam |
| 2024 | Hoàng Đạo Kính | Phim Đào, phở và piano Đạo diễn Phi Tiến Sơn | Đồ án cải tạo, chỉnh trang không gian, cảnh quan xung quanh hồ Thiền Quang và phụ cận UBND quận Hai Bà Trưng, Hà Nội | Video âm nhạc Going home Kenny G, Báo Nhân Dân, IB Group Việt Nam |